# Laserspektroskopie
Unter dem Begriff Laserspektroskopie werden verschiedene Verfahren der Spektroskopie zusammengefasst, in denen Laser zur Untersuchung von atomaren oder molekularen Spektren eingesetzt werden. Die Verfahren lassen sich dabei nach den von ihnen genutzten Lasern oder auch nach dem zu untersuchenden Gegenstand bzw. dem Einsatzgebiet einteilen.
Den meisten Verfahren ist gemeinsam, dass mit dem Laser ein Elektron der Elektronenhülle des zu untersuchenden Atoms oder Moleküls von einem unteren Energieniveau auf ein höheres Niveau angehoben wird, wobei die Energiedifferenz der beiden Niveaus gerade der Energie der Laserstrahlung (= Photonenenergie) entspricht. Dadurch wird ein Teil der Strahlung absorbiert. Wird diese Absorption mit einem Detektor gemessen, so wird dieser Vorgang Absorptionsspektroskopie genannt. Das angeregte Elektron des Atoms oder Moleküls fällt danach auf ein niedrigeres Energieniveau zurück, wobei in zufälliger Richtung Strahlung ausgesandt („emittiert“) wird. Die Detektion dieser Strahlung wird Emissionsspektroskopie genannt.

## Einsatzgebiete
Laserspektroskopische Verfahren werden in verschiedenen Bereichen der Analytik verwendet. Zum einen dient die Laserspektroskopie in der physikalischen Grundlagenforschung beispielsweise als Präzisionswerkzeug der Atomphysik zur Untersuchung der Eigenschaften von Atomen und deren Elektronenhülle oder auch zur Dichtebestimmung in Plasmen. Zum anderen werden laserspektroskopische Verfahren in der Spurenanalytik eingesetzt, um Substanzen in gasförmiger Umgebung nachzuweisen. Die Einsatzgebiete reichen von der Umweltanalytik bis hin zur Prozesssteuerung in der Halbleiterindustrie.

## Verwendete Lasertypen
Die Art des in der Laserspektroskopie eingesetzten Lasertyps richtet sich nach drei wesentlichen Aspekten:
- dem zu messenden spektralen Bereich,
- der Linienbreite und
- der Durchstimmbarkeit des Lasers.

Die Größenordnungen des spektralen Bereichs für Laserspektroskopie an Atomen im Grundzustand kann typischerweise im Bereich von einem bis einigen Elektronenvolt liegen, was Wellenlängen von ca. 1000–100 nm (IR-Strahlung bzw. UV-Strahlung) entspricht. Für Präzisionsexperimente finden auch heute noch häufig Farbstofflaser (engl. Dye Laser) Anwendung, die einen sehr großen spektralen Bereich bei kleiner Linienbreite abdecken können. Um in den UV-Bereich zu kommen, ist dieser Lasertyp häufig auch zusammen mit Laser-Frequenzverdopplern im Einsatz. Für den Bereich des sichtbaren Teils des elektromagnetischen Strahlungsspektrums („Lichtspektrum“) sind heutzutage häufig Laserdioden im Einsatz, die ein sehr gutes Preis-Leistungs-Verhältnis bieten und weniger aufwändig im Betrieb und in der Wartung sind als Farbstofflaser. Für Übergänge innerhalb von höheren Energieniveaus als dem des Grundzustandes werden Laser mit kleineren Emissionsfrequenzen genutzt.
Die Linienbreite der emittierten Laserstrahlung ist entscheidend für die Präzision der spektroskopischen Messung. Je kleiner diese ist, desto genauer kann die Messung des zu spektroskopierenden atomaren oder molekularen Übergangs erfolgen. Ein freischwingender Laser hat ohne weitere Maßnahmen je nach Aufbau des Resonators typischerweise Linienbreiten von vielen Gigahertz. Deshalb müssen im Fall des Farbstofflasers (auch Ringlaser) frequenzselektive Elemente (z. B. Prismen, Gitter, Lyot-Filter) in den Resonator eingebracht werden, um die Linienbreite auf für spektroskopische Präzisionsexperimente notwendige wenige Megahertz zu reduzieren. Im Fall von Laserdioden werden diese in externe Resonatoren eingebaut, in denen durch optische Gitter ein Teil der primären Laserstrahlung in die Diode zurückgekoppelt wird. Häufig verwendete externe Resonatordesigns im Einsatz mit Laserdioden sind das Littrow-Design und das Littmann-Metcalf-Design.
Fast allen in der Spektroskopie verwendeten Lasern ist gemeinsam, dass die Frequenz des durch den Laser abgestrahlten Lichts in einem gewissen Bereich frei gewählt werden kann, um die Laserfrequenz exakt auf die des zu spektroskopierenden atomaren oder molekularen Übergangs abzustimmen. Man spricht hierbei auch von der Durchstimmbarkeit des Lasers. Es ist aber auch möglich, bei fester Laserfrequenz das zu untersuchende System durch Variation eines genau bekannten Parameters, z. B. eines Magnetfeldes, in Resonanz (Physik) zu bringen.
Sind Moleküle der Untersuchungsgegenstand, so kommen zur elektronischen Anregung noch Anregungen verschiedener Vibrations- und Rotationszustände hinzu. Die Anregungsenergien können hier von Zehntel bis Tausendstel Elektronenvolt reichen, was dem Spektrum des nahem bis fernen Infrarot entspricht. Gerade im mittleren Infrarot haben viele Moleküle sehr charakteristische Absorptionslinien und können anhand der Verteilung dieser Linien im Spektrum identifiziert werden. Für die Erzeugung der dafür nötigen Laserstrahlung werden spezielle Laserdioden aus Bleisalzen oder auch Quantenkaskadenlaser eingesetzt.

## Spezielle Verfahren
In der Absorptionsspektroskopie befindet sich der zu untersuchende Gegenstand (meist ein Gas oder Plasma) zwischen der Laserquelle und dem Detektor. Mit dem Detektor wird dabei die nicht absorbierte Strahlung aufgenommen. Im Spektrum werden durch die Absorption hervorgerufene Absorptionslinien sichtbar.
Bei der laserinduzierten Fluoreszenz werden die Atome oder Moleküle durch den Laser angeregt und die bei der Abregung ausgesandte Strahlung detektiert. Dies geschieht normalerweise mit einem Detektor, dessen Öffnung senkrecht auf den Strahlengang des Lasers zeigt. Die dabei gemessenen Emissionslinien sind dabei bewusst nicht die gleichen wie die der Absorption.
Darüber hinaus gibt es eine Reihe von Verfahren, bei denen die Resonanz indirekt detektiert wird. Hierzu gehört z. B. die Resonanz-Ionisations-Spektroskopie, bei der im Resonanzfall die Atome oder Moleküle ionisiert werden, was dann elektrisch z. B. mit einem Massenspektrometer detektiert werden kann, sowie die Cavity-Ring-Down-Spektroskopie.
Laser erlauben aufgrund der hohen zur Verfügung stehenden Lichtintensitäten auch Spektroskopie an Mehrphotonen-Übergängen, wobei ein Atom gleichzeitig zwei oder mehr Photonen aus demselben Laserstrahl absorbiert. Die Rückkehr in den Grundzustand geschieht dann meistens strahlungsfrei oder durch mehrere Photonen hintereinander, wobei absorbierte und emittierte Photonen unterschiedliche Frequenzen haben können.
Das wichtigste Verfahren in diesem Zusammenhang ist die dopplerfreie Zweiphotonen-Spektroskopie. Hierbei wird der Laserstrahl nach dem Durchgang durch das Gas wieder zurück reflektiert, die Atome sind also einen hin- und einen zurücklaufenden Strahl ausgesetzt. Wird der Laser so abgestimmt, dass die Frequenz des Laserlichts gerade der halben Energiedifferenz eines Zweiphotonen-Übergangs der Atome entspricht, dann kann ein Atom aus dem Hin- und Rückstrahl jeweils ein Photon absorbieren. Bewegt sich das Atom, so ist aus seiner Perspektive aufgrund des Dopplereffekts ein Strahl rot-, der andere Strahl blauverschoben. Für die Zweiphotonenübergänge kompensiert sich dann der Dopplereffekt, was sehr hochauflösende Spektroskopie erst ermöglicht.
Der Dopplereffekt wird ebenfalls bei der kollinearen Laserspektroskopie ausgenutzt. Dieses Verfahren eignet sich vor allem für den Einsatz an Schwerionenbeschleunigern zur Spektroskopie an schnellen Ionenstrahlen, vor allem kurzlebiger, radioaktiver Isotope eines bestimmten chemischen Elementes. Bei der kollinearen Laserspektroskopie wird ein Laserstrahl mit feststehender Frequenz einem Ionenstrahl, dessen kinetische Energie veränderlich ist, parallel überlagert. Durch die Veränderung der Ionenstrahlenergie ändert sich die dopplerverschobene Laserfrequenz im bewegten System der Ionen. Zur Beobachtung der optischen Resonanz können optische Verfahren (z. B. Detektion der Fluoreszenz-Photonen mit Photomultipliern), oder auch nichtoptische Verfahren (Ausnutzung von optischem Pumpen und selektive Ionisation) verwendet werden.

### Liste laserspektroskopischer Methoden
- Laserinduzierte Fluoreszenz (LIF)
- Rayleigh-/Raman-Spektroskopie
- Kohärente Anti-Stokes-Raman-Spektroskopie (CARS)
- Cavity-Enhanced-Absorption-Spektroskopie (CEAS)
- Cavity-Ring-Down-Spektroskopie (CRDS)
- Tunable Diode Laser Absorption Spectroscopy (TDLAS)
- Kollineare Laserspektroskopie
- Resonanz-Ionisations-Spektroskopie
- Dopplerfreie Sättigungsspektroskopie
- Dopplerfreie Zwei-Photonen-Spektroskopie
- Dopplerfreie Polarisationsspektroskopie
- Kapillarwellenspektroskopie